# Radim Drejsl
Radim Drejsl (* 29. April 1923 in Dobruška (deutsch Gutenfeld), Okres Rychnov nad Kněžnou, Tschechoslowakei; † 20. April 1953 in Prag) war ein tschechischer Komponist, Pianist und Dirigent.

## Leben
Nach erster schulischer und musikalischer Ausbildung in Dobruška sowie seiner Gymnasialzeit in Rychnov nad Kněžnou belegte Radim Drejsl 1942–1946 am Prager Konservatorium die Fächer Komposition bei Karel Janeček, Klavier bei Marie Knotková-Bretschneiderová sowie Dirigieren bei Pavel Dědeček. 1946–1950 setzte er seine Studien bei Pavel Bořkovec an der Akademie der musischen Künste in Prag (AMU) fort. 1947 trat er der Kommunistischen Partei bei, 1948 wurde er Mitglied des Verbands tschechischer Komponisten. Ab 1949 war er künstlerischer Leiter des Armee-Kunstensembles „Vit Nejedly“ in Prag, wo er den Rang eines Majors der tschechoslowakischen Armee erlangte.
In seiner kompositorischen Ästhetik bewegte sich Drejsl seiner politischen Überzeugung folgend weitgehend im Rahmen des vom kommunistischen System postulierten Sozialistischen Realismus, er griff aber auch Einflüsse von Komponisten wie Sergei Prokofjew und Dmitri Schostakowitsch sowie der Volksmusik und des Jazz auf. Mit seinen für das Armeeensemble entstandenen, optimistische Stimmung beschwörenden Chören, Kantaten sowie Militär- und Parteiliedern galt er in der Nachkriegszeit als einer der von staatlicher Seite am meisten geschätzten jungen Komponisten. Demgegenüber weisen die meisten seiner absoluten Werke (Orchester-, Kammer-, Klaviermusik) keine unmittelbaren Bezüge zu politischen Inhalten auf.

### Stalinismus-Kritik und Tod
Ein entscheidendes, als dramatische Zäsur wirkendes Ereignis in Drejsls Leben wurden seine 1952/1953 u. a. mit den mit ihm befreundeten Regisseuren Vojtěch Jasný und Karel Kachyňa erfolgten Reisen in die Sowjetunion und die Volksrepublik China. Angeblich wurde sein kommunistisches Weltbild durch die unmittelbare Begegnung mit den miserablen Lebensbedingungen in den maßgeblichen kommunistischen Staaten derart enttäuscht, dass er zwei Tage nach seiner Rückkehr nach Prag, am 20. April 1953, vermutlich Selbstmord beging, indem er sich die Pulsadern aufschnitt und aus dem Fenster seiner Wohnung sprang. Jasný, der infolge des gescheiterten Prager Frühlings 1970 nach Österreich emigrierte, stellte diese Annahme später in Frage. Laut seiner Kenntnis hatte Drejsl vorgehabt, öffentlich über den staatlichen Terror in der UdSSR und die Leiden vieler Menschen zu berichten, weshalb der Geheimdienst (Jasný erwähnt den KGB, der jedoch erst ab 1954 existierte; es müsste sich demnach um dessen Vorgängerorganisation gehandelt haben) seinen angeblichen Selbstmord inszeniert habe. Drejsls Familie und mehrere Freunde wie der Komponist Luboš Sluka vertraten dieselbe Theorie. Bis heute liegen allerdings keine diese These stützenden Dokumente vor.

### Nachwirkung
Nicht einmal drei Wochen nach seinem Tod wurde Drejsl am 9. Mai 1953 postum mit dem Titel „Träger des Staatspreises für Musikschaffen“ (Klement-Gottwald-Staatspreis) ausgezeichnet.
1997 wurde der von Lenka Kotková (geb. Šarounová) entdeckte Asteroid 27974 nach Radim Drejsl benannt.
Anlässlich des 100. Geburtstages von Radim Drejsl erfolgte im April und Mai 2023 in Dobruška eine Ausstellung über Leben und Werk des Komponisten.

## Werke (Auswahl)

### Oper
- Jan Želivský. Unvollendete Oper

### Orchester
- Pozdě k ránu (Spät am Morgen). Sinfonische Novelle nach der gleichnamigen Sammlung von Karel Hlaváček für Klavier, Harmonium und 19 Instrumente (1942)
- Sinfonie für Streichorchester (1948–1949)
- Konzert für Klavier und Orchester (1948–1949)[6]
- Tänze aus Velká Kubra (1949)
- Jánošík-Tanz (1950)

### Duo und Kammermusik
- Kleinigkeit. Bagatelle für Streichquartett und Klavier (1941)
- Kleine Suite für Klarinette und Klavier (1943–1944)
- Sonatine für Flöte und Klavier (1947)
- Sonatine für Fagott und Klavier (1948)
- Bläserquintett (1948)
- Erntedanksuite für Oboe (Englischhorn) und Klavier (1949–1950)

### Klavier
- Studentische Ouvertüre (1940)
- Marsch der Šenkýř-Musikschule (1941)
- Polka eines verliebten Kesselflickers (1942–1943)
- Fabeln. Vier Sätze (1943)
- Zwei Polkas (1943–1944)
- Menuett (1943–1944)
- Tänze (1943–1944)
- Sechs Tänzchen (1943–1944)
- 1. Suite (1945)
- 2. Suite (1946)
- Sonate (1946)

### Lied
- Tschechisches Gebet (1944)
- Dank für einen siegreichen Frieden (1945)
- Landschaften der Kindheit. Zyklus nach Gedichten von František Halas (1946)
- Vier Trinklieder nach chinesischer Poesie (1947)

Weiters Bühnenmusik, Kantaten, Massenchöre, Militär-, Marsch- und Parteilieder.